# Теорема Клеро
Теоре́ма Клеро́ — закон, описывающий зависимость между параметрами сфероида, силой тяжести на его поверхности и коэффициентами разложения гравитационного потенциала. Опубликован в 1743 году французским математиком А. Клеро в работе фр. Théorie de la figure de la Terre, tirée des principes de l'hydrostatique («Теория формы Земли, извлечённая из принципов гидростатики»), где Клеро привёл физические и геодезические доказательства того, что Земля имеет форму сплюснутого эллипсоида вращения. Выведенная Клеро закономерность позволяла рассчитать параметры земного эллипсоида на основе измерений силы тяжести на разных широтах.
Формула Клеро для ускорения силы тяжести g на поверхности Земли на широте {\displaystyle \varphi } выглядит следующим образом:
{\displaystyle g=G\left[1+\left({\frac {5}{2}}m-f\right)\sin ^{2}\varphi \right]\ ,}
где G — значение ускорения силы тяжести на экваторе, m — отношение центробежной силы к силе тяжести на экваторе и f — величина сплюснутости земного эллипсоида, определяемая как:
{\displaystyle f={\frac {a-b}{a}}\ ,}
(где a — большая полуось, b — малая полуось Земли соответственно).
Вышеприведённую формулу Клеро рассматривал как справедливую при условии, что рассматривается гидростатически равновесная модель, где массы распределены в виде тонких сфероидальных слоев. Впоследствии Пьер Лаплас смягчил исходное предположение, предположив, что поверхности равной плотности являются сфероидами. Дж. Стокс в 1849 году показал, что, если известна поверхность планеты, являющаяся поверхностью уровня, которая охватывает все массы, известны также планетоцентрическая гравитационная постоянная и угловая скорость вращения, то гравитационное поле может быть однозначно определено во внешнем пространстве.
Реальная форма Земли является результатом взаимодействия между силой тяготения и центробежной силой, вызванной вращением Земли вокруг своей оси.
В своих «Началах» Исаак Ньютон предложил считать Землю эллипсоидом вращения с коэффициентом сплюснутости f, равным 1/230. Применяя теорему Клеро, Лаплас на основе 15 измерений величины силы тяжести получил оценку: F = 1/330. Современная оценка этой величины: 1/298,25642.

## Уравнение Сомильяны
Вышеприведённая формула Клеро для расчёта величины земного тяготения впоследствии была заменена более точным уравнением Сомильяны (выведено итальянским математиком Карло Сомильяной):
{\displaystyle g=G\left[{\frac {1+k\sin ^{2}\phi }{\sqrt {1-e^{2}\sin ^{2}\phi }}}\right]\ ,}
где для Земли: G = 9,7803267714 м/с²; k = 0,00193185138639 ; e = 0,00669437999013.